# Derek Dougan
Alexander Derek Dougan (Belfast, 1938. január 20. – Wolverhampton, 2007. június 24.) északír válogatott labdarúgó.

## Pályafutása

### Klubcsapatban
Belfastban született. 1953-ban a Distilleryben kezdte a pályafutását. 1957-ben a Portsmouth igazolta le, ahol két évet töltött. 1959 és 1961 között a Blackburn Rovers csapatában játszott, mellyel 1960-ban bejutott az FA-kupa döntőjébe. 1961 és 1963 között az Aston Villa játékosa volt. 1963 és 1965 között a Peterborough United, 1965 és 1967 között a Leicester City csapatát erősítette. 1967-ben a Wolverhampton Wanderers szerződtette, melynek színeiben 1972-ben UEFA-kupa döntőt játszott, 1974-ben pedig megnyerte a ligakupát. 1967-ben és 1969-ben kölcsönben szerepelt az Egyesült Államokban. 1975 és 1977 között a Kettering Town játékosedzőjeként fejezte be a labdarúgó-pályafutását. 

### A válogatottban
1958 és 1973 között 43 alkalommal szerepelt az északír válogatottban és 8 gólt szerzett. Részt vett az 1958-as világbajnokságon, ahol a Csehszlovákia elleni csoportmérkőzésen mutatkozott be a válogatottban. Argentína, az NSZK és a Franciaország elleni találkozókon nem lépett pályára.

## Sikerei, díjai
Distillery FC
- Északír kupagyőztes (1): 1955–56

Wolverhampton Wanderers
- UEFA-kupa döntős (1): 1971–72
- Skót kupagyőztes (2): 1950–51, 1953–54